# Aspidolasius branicki
Genre
Synonymes
- Inca Taczanowski, 1879 nec Lepeletier & Serville, 1828

Espèce
Synonymes
- Inca branickii Taczanowski, 1879
- Paraplectana peruana Keyserling, 1879
- Aspidolasius bifurcatus Simon, 1897
- Aspidolasius smaragdus Mello-Leitão, 1948

Aspidolasius branicki, unique représentant du genre Aspidolasius, est une espèce d'araignées aranéomorphes de la famille des Araneidae.

## Distribution
Cette espèce se rencontre en Amérique du Sud.

## Publications originales
- Taczanowski, 1879 : Les aranéides du Pérou central (suite). Horae Societatis entomologicae Rossicae, vol. 15, p. 102-136.
- Simon, 1887 : Observation sur divers arachnides: synonymies et descriptions. 4. Annales de la Société Entomologique de France, sér. 6, vol. 7, p. 186-187 (texte intégral).